# Desconsideração da personalidade jurídica
A desconsideração da personalidade jurídica é uma decisão judicial a partir da qual os direitos e, mais comumente, deveres de uma pessoa jurídica, passam a se confundir com os direitos ou responsabilidades de seus proprietários. Normalmente, uma empresa é tratada como pessoa jurídica corporativa, que é a única responsável pelas dívidas e única beneficiária do crédito devido. Os países de direito consuetudinário e direito civil geralmente defendem esse princípio de separação das personalidades, mas em situações excepcionais ocorre a desconsideração da personalidade.

## Separação patrimonial
Segundo o Código Civil de 2002 de direito civil na versão publicada por Pablo Stolze, na parte teoria geral escrito sob a orientação de Giselda M. F. Novaes Hironaka, a existência da pessoa jurídica se justifica pela segurança fornecida pela separação patrimonial entre o capital da empresa e o patrimônio das pessoas que a constituem, segurança esta que fomenta investimentos em atividades empresariais; contudo, essa situação privilegiada, com finalidade de fomentar o desenvolvimento econômico, não pode ser usada para possibilitar abusos, tal qual se verifica quando a pessoa jurídica não é utilizada para a atividade às quais se destina, mas para outras finalidades; ou se seu patrimônio estiver em situação fática, confundindo-se, misturando-se, com o patrimônio particular das pessoas físicas que a constituem.
Nestas hipóteses, a pessoa jurídica terá essa sua característica de separação patrimonial desconsiderada, ignorada, mas apenas para os efeitos, para as consequências de determinadas obrigações. Com isso se pretende que a personalidade jurídica, que justifica a separação patrimonial, não seja utilizada de forma indevida, sem, contudo, se encerrar ou extinguir a pessoa jurídica, que continua a existir para todos os seus demais efeitos.

## Decisão judicial
A desconsideração da separação entre o patrimônio da pessoa jurídica e o patrimônio particular das pessoas físicas ou outras pessoas jurídicas que a constituíram só é possível por meio de decisão judicial na fase executória do procedimento judicial, que como todas as decisões judiciais, em regra, deve respeitar o contraditório e a ampla defesa. Em regra, no Direito Civil o Juiz não age de ofício, ao contrário do que dispõe o Código de Defesa do Consumidor, haja vista a possibilidade de decisões liminares sem que seja ouvida a parte demandada (inaudita altera pars). Pode ser utilizada em execuções de títulos judicial ou extrajudicial e ainda no procedimento falimentar.
Existem na doutrina as teorias maior e menor da desconsideração da personalidade jurídica.

## Requisitos
O art. 50 do Código Civil dá dois requisitos para a desconsideração da personalidade jurídica: abuso de personalidade jurídica, caracterizado pelo desvio de finalidade ou a confusão patrimonial, assim, somente estas situações justificariam a desconsideração, que deve ser reconhecida por decisão judicial.
A recente Medida Provisória 881/19 alterou o Código Civil, abarcando em suas modificações o Art. 50 que passa a ter a seguinte redação:
“Art. 50.  Em caso de abuso da personalidade jurídica, caracterizado pelo desvio de finalidade ou pela confusão patrimonial, pode o juiz, a requerimento da parte, ou do Ministério Público quando lhe couber intervir no processo, desconsiderá-la para que os efeitos de certas e determinadas relações de obrigações sejam estendidos aos bens particulares de administradores ou de sócios da pessoa jurídica beneficiados direta ou indiretamente pelo abuso.
§ 1º  Para fins do disposto neste artigo, desvio de finalidade é a utilização dolosa da pessoa jurídica com o propósito de lesar credores e para a prática de atos ilícitos de qualquer natureza.
§ 2º  Entende-se por confusão patrimonial a ausência de separação de fato entre os patrimônios, caracterizada por:
I - cumprimento repetitivo pela sociedade de obrigações do sócio ou do administrador ou vice-versa;
II - transferência de ativos ou de passivos sem efetivas contraprestações, exceto o de valor proporcionalmente insignificante; e
III - outros atos de descumprimento da autonomia patrimonial.
§ 3º  O disposto no caput e nos § 1º e § 2º também se aplica à extensão das obrigações de sócios ou de administradores à pessoa jurídica.
§ 4º  A mera existência de grupo econômico sem a presença dos requisitos de que trata o caput não autoriza a desconsideração da personalidade da pessoa jurídica.
§ 5º  Não constitui desvio de finalidade a mera expansão ou a alteração da finalidade original da atividade econômica específica da pessoa jurídica.” (NR)
Ainda há um requisito para a desconsideração da personalidade jurídica, mediante a execuções fiscais em todos os âmbitos.
Já em relação ao Código de Defesa do Consumidor, os requisitos estão esculpidos no art. 28, que são: abuso de direito, excesso de poder, infração da lei, ato e fato ilícito e violação dos estatutos e contratos. Há também a modalidade de desconsideração trazida pela má administração da empresa que seria: falência, insolvência, encerramento e inatividade.
Por fim, o Código de Defesa do Consumidor também traz no art. 28, §5º, que quando a Personalidade Jurídica for obstáculo ao ressarcimento do dano no consumidor, pode o Juiz desconsiderá-la.

## Desconsideração da personalidade jurídica no Código de Defesa do Consumidor
A desconsideração da personalidade jurídica no código de defesa do consumidor, permite ao magistrado responsabilizar sócios e administradores de pessoas jurídicas, evitando fraudes e abusos de direito, principalmente em razão de prejuízos causados a terceiros. Em outras palavras, o “escudo” que protege a pessoa jurídica é retirado e os bens dos sócios e administradores são alcançados pela justiça. Cabe salientar ainda que, há a desconsideração inversa da personalidade jurídica, que é caracterizada quando os bens da empresa respondem por dívidas dos sócios.
Existem duas teorias que fundamentam e norteiam a instauração do incidente de desconsideração da personalidade jurídica. O código de defesa do consumidor, adotou a teoria menor, disposta no art. 28. Desta forma, basta a mera insolvência e prejuízo ao ressarcimento ou indenização do consumidor para que seja autorizada o incidente de desconsideração. Cabe ressaltar que o incidente, inclusive, poderá ser instaurado ex officio pelo magistrado, haja vista de a norma ser de ordem pública. Diferentemente do que ocorre no Código Civil, no qual, o art. 50 dispõe sobre a teoria maior, em que não basta a mera insolvência da sociedade para romper a barreira patrimonial, como também é necessário a comprovação do desvio de finalidade ou confusão patrimonial.
O artigo Art. 28, do código de defesa do consumidor, dispõe: O juiz poderá desconsiderar a personalidade jurídica da sociedade quando, em detrimento do consumidor, houver abuso de direito, excesso de poder, infração da lei, fato ou ato ilícito ou violação dos estatutos ou contrato social. A desconsideração também será efetivada quando houver falência, estado de insolvência, encerramento ou inatividade da pessoa jurídica provocados por má administração.
§ 1º Vetado.
§ 2º As sociedades integrantes dos grupos societários e as sociedades controladas, são subsidiariamente responsáveis pelas obrigações decorrentes deste código.
§ 3º As sociedades consorciadas são solidariamente responsáveis pelas obrigações decorrentes deste código.
§ 4º As sociedades coligadas só responderão por culpa.
§ 5º Também poderá ser desconsiderada a pessoa jurídica sempre que sua personalidade for, de alguma forma, obstáculo ao ressarcimento de prejuízos causados aos consumidores.

## Desconsideração da personalidade jurídica em Direito Ambiental
Em sede de Direito Ambiental, como é de notório conhecimento popular vivemos em tempos aonde o meio ambiente, a fauna e a flora vem se tornando cada vez mais alvo de pressão por politicas públicas para proteção ambiental. Quando se tem uma grave violência ao meio ambiente é muito grande e é constatado o abuso do direito por parte da pessoa jurídica, desse modo se abre brecha para que haja aplicação da desconsideração da personalidade jurídica, onde será proferida uma decisão judicial com a finalidade de afastar a autonomia patrimonial da sociedade empresária, assim atingindo também os bens dos sócios. Esse instituto está amparado de forma legal no Art. 4º da Lei nº 9.605/98, transcrita in verbis: Art. 4º - Poderá ser desconsiderada a pessoa jurídica sempre que sua personalidade for obstáculo ao ressarcimento de prejuízos causados à qualidade do meio ambiente
	Assim tal raciocínio atrela-se ao que se entende pela função social da empresa, ou seja, em relação a natureza a empresa deve exercer atividades de modo que não ofereça riscos ambientais ou se chegar a oferecer que sejam ínfimos, dessa maneira quando se ultrapassa esses limites e ela deixa de cumprir com sua função social, o ordenamento jurídico deixa de dar apoio a tais praticas e assim deixa de ponderar entre os princípios de livre exercício da atividade econômica e o principio da defesa ambiental. Assim quando há essa quebra da personalidade jurídica, a massa patrimonial da empresa quando não alcançar o esperado para a reparação do dano ambiental, estende-se aos bens dos sócios, justamente por que nessa modalidade não precisa-se incorrer em culpa, ou seja, se há dano precisa ser reparado a qualquer custa, independente de prova, pois o dano ambiental torna-se visível quando acometido de grande proporções como, por exemplo, a tragédia ambiental de Brumadinho e Mariana. A grande guardiã do meio ambiente, a Constituição da Republica Federativa do Brasil de 1988, direciona o poder judiciário para que haja forte atuação e, que com isso, atinja diretamente os bens dos responsáveis pela degradação ambiental causada, uma vez que uma empresa não é capaz de sozinha causar danos sem que tenha a figura dos sócios por trás, e com o instituto estudado tornam-se responsáveis de forma ilimitada a partir do momento em que o dano acontece.

## Desconsideração da personalidade jurídica no Direito do Trabalho
Muitos doutrinadores e juristas afirmam não haver, na Consolidação das Leis do Trabalho (CLT), uma previsão quanto à desconsideração da personalidade jurídica e entendem que, para que esta ocorra no bojo de uma ação trabalhista, devem ser aplicadas ao processo do trabalho uma das teorias existentes no âmbito civil. Porém, há uma teoria própria do Direito do Trabalho, com previsão na CLT, apta a fundamentar a desconsideração.
As teorias externas ao Direito do Trabalho, muitas vezes aplicadas a este de maneira subsidiária com fulcro no artigo 8º da CLT, são duas: a Teoria Maior da Desconsideração e a Teoria Menor da Desconsideração.
A Teoria Maior da Desconsideração é aquela segundo a qual deve ser provado um motivo para que seja decretada a desconsideração, não bastando a simples insuficiência patrimonial da pessoa jurídica. Esta teoria é a adotada pelo Código Civil (CC)  e pelo caput do artigo 28 do Código de Defesa do Consumidor (CDC).
Por outro lado, a Teoria Menor da Desconsideração apresenta o entendimento de que basta a insuficiência patrimonial da pessoa jurídica para que seja decretada a desconsideração da sua personalidade. Esta teoria foi adotada pelo parágrafo 5º do artigo 28 do CDC.
É importante destacar que o Superior Tribunal de Justiça (STJ) já decidiu ser possível a aplicação autônoma do § 5º, em relação ao caput do artigo 28 do CDC.
A teoria da desconsideração da personalidade jurídica tem aplicação no Direito do Trabalho sempre que não houver patrimônio da sociedade, quando ocorrer dissolução ou extinção irregular ou quando os bens não forem localizados, respondendo os sócios de forma pessoal e ilimitada, a fim de que não se frustre a aplicação da lei e os efeitos do comando judicial executório.
Quando comprovada a existência da relação de emprego, os juízes tem optado pela aplicação, por analogia, do artigo 28, § 5º do CDC, ou seja, da Teoria Menor da Desconsideração. O fundamento para essa opção consiste no Princípio da Igualdade Substancial, base, tanto da CLT, quanto do CDC, ou seja, aplica-se uma norma jurídica protetiva a uma parte, em função da sua hipossuficiência existente no plano dos fatos, uma vez que, a princípio, o empregado é hipossuficiente frente ao empregador, assim como o consumidor é hipossuficiente quanto ao fornecedor. Já quando não há relação de emprego, mas sim, relação de trabalho (ex.: trabalhador avulso ou autônomo), é mais aplicada a Teoria Maior da Desconsideração (art. 50, CC e 28, caput, CDC).
Porém, parte da doutrina e da jurisprudência aponta a existência de uma teoria própria do Direito do Trabalho que possibilita a desconsideração da personalidade jurídica. Trata-se da Teoria do Risco da Atividade Econômica que por força do artigo 2º da CLT, o empregador assume o risco da atividade econômica, não podendo transferi-la ao empregado.
No caso de insolvência, se não houvesse a desconsideração da personalidade jurídica, o empregador (que teve acréscimo patrimonial quando houve o resultado positivo do empreendimento) teria o seu patrimônio pessoal protegido. Já o empregado (que não participou do resultado positivo) teria diminuição de seu patrimônio pessoal, diante do não pagamento da contraprestação pelo trabalho que ele já realizou. Portanto, ocorreria uma inversão da Teoria do Risco da Atividade Econômica, já que quem estaria suportando os riscos da atividade seria o empregado e não o empregador. Seguindo este entendimento, no Direito do Trabalho, sendo caracterizada a insolvência da empresa, a teoria da desconsideração da personalidade jurídica deve ser aplicada mesmo quando não haja desvio de finalidade e ainda que a pessoa jurídica seja utilizada nos termos da lei.

Conclui-se, portanto, que não há necessidade de se utilizar das fundamentações cíveis para aplicação da desconsideração da personalidade jurídica no processo do trabalho, pois a própria CLT traz, em seu artigo 2º, uma fundamentação coesa para isso, podendo-se embasar a desconsideração na Teoria do Risco da Atividade Econômica.

## Desconsideração da personalidade jurídica no Código de Processo Civil
A desconsideração da personalidade jurídica nasceu para corroborar o instituto do princípio da autonomia patrimonial da pessoa jurídica, com o fito de evitar que haja fraudes ou abuso de direito.
Neste sentido, tem-se que desconsideração da personalidade jurídica é um reforço indireto para que sócios e administradores atuem visando ao bem comum da sociedade empresária, preservando-a e mantendo a sua função social, coibindo manipulação da pessoa jurídica com o objetivo de fraudar credores.
Desta forma, pode-se afirmar que o tema em análise é medida extrema e cirúrgica, ou seja, não deve ser regra, mas sim, exceção e atipicidade.

Nesta perspectiva, vale trazer à baila os comentários de grandes doutrinadores sobre o tema, que assim expõem:
“[a] teoria da desconsideração da personalidade jurídica não é contrária à personalização das sociedades empresárias e à sua autonomia em relação aos sócios. Ao contrário, seu objetivo é preservar o instituto, coibindo práticas fraudulentas e abusivas que dele se utilizam.” (COELHO, p. 61).

“A confusão patrimonial entre controlador e sociedade controlada é, portanto, o critério fundamental para a desconsideração da personalidade jurídica externa corporis. E compreende-se, facilmente, que assim seja, pois, em matéria empresarial, a pessoa jurídica nada mais é do que uma técnica de separação patrimonial. Se o controlador, que é o maior interessado na manutenção desse princípio, descumpre-o na prática, não se vê bem porque os juízes haveriam de respeitá-lo, transformando-o, destarte, numa regra puramente unilateral. (...) O que se pretende em suma, tanto na companhia isolada como no grupo econômico, é simplesmente adequar o direito à realidade econômica, considerando a personalidade jurídica em sua verdadeira dimensão, isto é, como técnica, meramente relativa, de separação de patrimônios, e não como entidade metafísica de valor absoluto.” (COMPARATO, p. 362).
Nos trechos colecionados, vê-se claramente os aspectos internos do instituto em estudo, em especial a contribuição da desconsideração da personalidade jurídica para com as sociedades empresárias, bem como com a autonomia dos sócios e a contemplação do art. 50 do Código Civil, vez que é o que mais se aproxima da correta interpretação do instituto em apreço.
Em se tratando dos aspectos processuais da desconsideração da personalidade jurídica, insta frisar que o Novo Código de Processo Civil – nCPC, inovou e estabeleceu em seu artigo 133 e seguintes, o incidente de desconsideração da personalidade jurídica, que poderá ser requerido em todas as fases do processo de conhecimento, no cumprimento de sentença e na execução fundada em título executivo extrajudicial e, inclusive, na própria petição inicial.

Assim, fica claro que o CPC dá forças ao instituto da desconsideração da personalidade jurídica, tendo em vista a criação de um ambiente processual constitucional, com respeito ao devido processo legal, buscando coibir que tal instituto seja utilizado sem respeito a oportunidade de defesa ao requerido. Além disso, cria meios que garantem decisões que satisfaçam às partes, com mais previsibilidade, trazendo isonomia as partes processuais, assim como maior agilidade ao trâmite processual. 